# Doctor Octopus
Doctor Octopus (Dr. Otto Gunther Octavius), más néven Oki Doki, a Marvel Comics által kiadott amerikai képregényekben megjelenő karakter. Rendkívül intelligens, szűklátókörű és kissé köpcös őrült tudós, akinek négy erős és tartós, polipcsápokra emlékeztető végtagja van, amelyek a teste hátuljából nyúlnak ki, és különböző célokra használhatók. Miután mechanikus hevedere, biztonsági csippe (mely azért felelt, hogy otto irányítsa a karokat ne fordíva) egy laboratóriumi baleset során a csipp meghibásodott, emiatt a karok uralták a doktort. Octavius emiatt a bűnözés felé fordult, és konfliktusba került a szuperhős Pókemberrel. A Pókember-ben (1963. július) való debütálása óta Doktor Octopus Pókember egyik legjelentősebb gonosztevője, akit a Zöld Manó és Venom mellett a három főellenség egyikeként tartanak számon.
Bár általában gonosztevőként jelenik meg, időnként ellentmondásos antihősként és Pókember szövetségeseként is ábrázolják. Pókember halálát követően a 2012-es "Dying Wish" című történetben, amelyben a haldokló Octavius testet cserélt a hőssel, és hagyta meghalni őt az eredeti testében, Octavius motivált lett, hogy bebizonyítsa, jobb Pókember tud lenni.
A rajongók kedvenc karaktere és a populáris kultúra jól ismert figurája, Doctor Octopus az évek során a Pókember különböző médiaadaptációiban szerepelt, többek között játékfilmekben, televíziós sorozatokban és videojátékokban. Alfred Molina alakította a karaktert a Pókember.-ben (2004), és a Marvel-moziuniverzumban játszódó Pókember: Nincs hazaút (2021) című filmben újra eljátssza szerepét. Kathryn Hahn a 2018-as Pókember: Irány a Pókverzum! című animációs filmben Doctor Octopus női változatának hangját kölcsönözte. Mike Conroy képregényes újságíró és történetíró így jellemzi a karaktert: "A Stan Lee és Steve Ditko által megalkotott Oki Doki, ahogyan ismertté vált, a hálószövő egyik legkitartóbb, legmaradandóbb és legveszélyesebb ellenfele lett." Az IGN 2014-ben Doctor Octopus-t Pókember legnagyobb ellenségének minősítette.

## Erők és képességek
Otto Octavius az atomfizika zsenije, és nukleáris tudományokból doktorált. Zseniális mérnök és feltaláló, emellett kiváló stratéga és karizmatikus ember.
Az atomsugárzásnak való kitettség következtében Doctor Octopus elsajátította a pszichokinetikus irányítás mentális képességét négy, elektromos meghajtású, teleszkópos, nyúlékony, titánacélból készült mesterséges csápos "karja" felett (a pszichokinetikus irányítás egy olyan fokát, amelyet akkor is képes hatalmas távolságokra gyakorolni, amikor nem kapcsolódnak hozzá), amelyek egy, a törzsét körülölelő, rozsdamentes acélból készült pántra vannak erősítve. E négy kar mindegyike több tonnát képes felemelni, feltéve, hogy legalább az egyik karját a testének alátámasztására használja. Mechanikus függelékeinek reakcióideje és mozgékonysága messze meghaladja a normál emberi izomzat által elérhető mértéket. A karok lehetővé teszik Octavius számára, hogy bármilyen terepen gyorsan mozogjon, és hogy függőleges felületeket és mennyezeteket másszon meg. Koncentrációját és irányítását olyannyira kifejlesztette, hogy képes egyetlen ellenféllel, mint Pókember, vagy több ellenféllel is megküzdeni karjaival, miközben egy teljesen különálló, bonyolultabb feladatot végez, például kávét keverés vagy gépépítés. Súlya és életkora miatt ellenfelei gyakran hamis biztonságérzettel hitegetik, hogy aztán rájöjjenek, hogy ő egy kiváló ellenfél. Sikerült olyan félelmetes ellenfeleket, mint Pókember, Daredevil és Amerika Kapitány arra kényszerítenie, hogy védekező pozíciót vegyenek fel a harcban.
Doctor Octopus egy páncélozott testruhát is alkalmazott, amely lehetővé teszi számára, hogy a víz alatt lélegezzen, amelyet úgy terveztek, hogy ellenálljon a szélsőséges víznyomásnak.
Doctor Octopus egy rokkant betegség miatt kezdett el teljes testpáncélzatot viselni, amit az évek során elszenvedett sok büntetés okozott, melyet tovább ront az a tény, hogy a sérülések elviselésének képessége még mindig emberi szinten van, még akkor is, ha emberfeletti szintű sérüléseket tud okozni; teljesen a karjaira támaszkodik, hogy megakadályozza az emberfeletti erővel rendelkező ellenfelek közel kerülését, hogy kárt tegyenek viszonylag alkalmatlan fizikai alakjában, még a betegsége miatt is. Ennek kompenzálására az egész testét beborította az új ruhája, a normál karjai a mellkasához vannak kötve, és négy további csáp került a pántjára. Emellett pszichokinetikus-telepatikus irányítást fejlesztett ki egy sereg "Octobot" (kis polipszerű drónok) felett.

## Fordítás
- Ez a szócikk részben vagy egészben  a   Doctor Octopus című angol Wikipédia-szócikk fordításán alapul.  Az eredeti cikk szerkesztőit annak laptörténete sorolja fel. Ez a jelzés csupán a megfogalmazás eredetét és a szerzői jogokat jelzi, nem szolgál a cikkben szereplő információk forrásmegjelöléseként.